# 今歸仁延子
今歸仁延子（日语：／ Nakijin Nobuko，1887年1月5日—1968年），琉球國第二尚氏王朝王族。她是琉球末代王世子尚典的長女，為野嵩按司加那志尚祥子所生。童名思戶金，婚前名字尚オミト。嫁給今歸仁御殿第三代當主今歸仁朝英後，更名為今歸仁延子。
今歸仁延子是沖繩的女子教育先驅人物之一。1944年，今歸仁延子宣佈繼任聞得大君之職。當時處於沖繩島戰役末期，那霸市遭遇美軍的大規模空襲，因此她沒有前往齋場御嶽舉行「下御新」（御新下り）這一就職儀式。
她約在1968年（昭和四十三年）去世。